# Эллис, Ромаллис
Ромаллис Эллис (англ. Romallis Ellis; 16 декабря 1965, Атланта) — американский боксёр лёгких и средних весовых категорий, выступал за сборную США во второй половине 1980-х годов. Бронзовый призёр летних Олимпийских игр в Сеуле, чемпион национального первенства. В период 1989—2001 боксировал на профессиональном уровне, был претендентом на титул чемпиона мира по версии МБФ.

## Биография
Ромаллис Эллис родился 16 декабря 1965 года в Атланте, штат Джорджия. Первого серьёзного успеха на ринге добился в 1988 году, когда в лёгком весе одержал победу на любительском чемпионате США и получил тем самым путёвку на летние Олимпийские игры в Сеул. На Олимпиаде в четвертьфинале со счётом 3:2 победил двукратного чемпиона Европы из Болгарии Эмила Чупренски, но в полуфинальном бою 0:5 проиграл немцу Андреасу Цюлову. Получив бронзовую олимпийскую медаль, вскоре принял решение покинуть сборную, чтобы попробовать себя среди профессионалов.
В феврале 1989 года Эллис провёл свой первый профессиональный бой, нокаутом в первом же раунде победил соотечественника Альберта Кроуни. В течение трёх последующих лет одержал множество побед, но в июле 1992 года неожиданно потерпел первое в карьере поражение — единогласным решением судей от малоизвестного боксёра Дэррила Лэттимора. Несмотря на неудачу, Эллис продолжил регулярно выходить на ринг и летом 1997 года стал официальным претендентом на титул чемпиона мира в первом среднем весе по версии Международной боксёрской федерации (МБФ). Тем не менее, действующий чемпион Рауль Маркес оказался слишком сильным для него соперником — технический нокаут в четвёртом раунде.
Впоследствии Ромаллис Эллис ещё трижды выходил на ринг, участвовал в бою за звание чемпиона Североамериканской боксёрской федерации, но ни в одном из поединков ни смог взять верх над своими соперниками. На волне неудач в конце 2001 объявил о завершении карьеры спортсмена, всего в профессиональном боксе провёл 29 боёв, из них 24 окончил победой (в том числе 17 досрочно), 4 раза проиграл, в одном случае была зафиксирована ничья.